# ريان غوتيرز
ريان غوتيرز (بالإنجليزية: Ryan Gutierrez)‏ هو لاعب كرة قدم أمريكية أمريكي، ولد في 23 يناير 1982.